# Bão Keith (1988)
Bão nhiệt đới Keith là cơn bão nhiệt đới Bắc Đại Tây Dương gần đây nhất đổ bộ vào lục địa Hoa Kỳ kể từ Mùa bão Bắc Đại Tây Dương 1925. Nó là cơn bão nhiệt đới thứ 11 trong mùa bão Bắc Đại Tây Dương 1988, Keith phát triển ra khỏi một làn sóng nhiệt đới ở vùng biển Caribe vào ngày 17 tháng 11 năm 1988. Nó đi theo dõi theo hướng Tây bắc dần mạnh lên, đạt đến vận tốc 70 mph (110 km/h) trong thời gian ngắn trước khi đi vào đầu đông bắc của bán đảo Yucatan. Nó thay đổi, đi về hướng đông bắc trong Vịnh Mexico và đã đổ bộ vào khu vực gần Sarasota, Florida vào ngày 23 tháng 11 năm 1988. Keith tăng tốc độ di chuyển nhờ sự tác động của một khu vực không khí lạnh, và trở thành đới lốc xoáy gần quần đảo Bermuda vào ngày 24. Phần còn lại của đới lốc xoáy này kéo dài trong hai ngày trước khi tan hoàn toàn.
Keith gây lượng mưa từ trung bình đến rất to tại Honduras, Jamaica và Cuba. Thiệt hại tối thiểu đã được báo cáo tại Mexico, khu vực vẫn đang khắc phục thiệt hại từ những ảnh hưởng của cơn bão Gilbert hai tháng trước. Keith là cơn bão cuối cùng trong số bốn cơn bão nhiệt đới được đặt tên đổ bộ vào khu vực Hoa Kỳ trong mùa bão, gây ra lượng mưa vừa phải và gió giật qua trung tâm Florida. Thiệt hại tổng thể tuy khá ít nhưng lan trên diện rộng, ước tính khoảng 7,3 triệu đô (tương đương với khoảng 14,4 triệu đô so với năm 2013). Khu vực gần bờ biển Florida là vùng thiệt hại chủ yếu cùng với việc xói mòn bờ biển. Sâu vào nội địa có lũ, cây và đường dây điện bị gãy đổ. Theo báo cáo thì không có trường hợp tử vong nào do bão gây ra.